# Jan Bodziarczyk
Jan Czesław Bodziarczyk – polski leśnik, doktor habilitowany nauk rolniczych, profesor na Uniwersytecie Rolniczym im. Hugona Kołłątaja w Krakowie, specjalista od ekologii roślin, ochrony przyrody oraz botaniki leśnej.

## Kariera naukowa
W 1988 roku w Akademii Rolniczej im. Hugona Kołłątaja w Krakowie uzyskał tytuł magistra inżyniera w zakresie leśnictwa. W tym samym roku został zatrudniony na tejże uczelni, a w 1999 roku na jej Wydziale Leśnym uzyskał stopień doktora nauk rolniczych w zakresie leśnictwa na podstawie rozprawy pt. Struktura i warunki występowania zespołu jaworzyny górskiej Phyllitido-Aceretum Moor 1952 w Polsce, której promotorem była Elżbieta Pancer-Koteja. W 2012 roku ten sam wydział nadał mu stopień doktora habilitowanego nauk rolniczych w dyscyplinie leśnictwa na podstawie pracy pt. Struktura i dynamika populacji języcznika zwyczajnego Phyllitis scolopendrium (L.) Newm. w Polsce.